# Natalia Padilla
Natalia Alessandra Padilla Bidas (Malaga, 6 novembre 2002) è una calciatrice polacca, centrocampista del Siviglia, in prestito dal Bayern Monaco, e attaccante della nazionale polacca.

## Carriera

### Club
Padilla, figlia di un calciatore, francese ma cresciuto negli Stati Uniti d'America, e madre polacca, giocatrice di pallacanestro, cresce con la famiglia a Marbella, avvicinandosi al calcio fin da giovanissima.
Nei primi anni di carriera veste la maglia del Málaga facendo la trafila delle squadre giovanili fino a essere promossa in prima squadra nel 2018. Nella sua ultima stagione, la 2020-2021, ha giocato nove partite in Grupo Sur A della Segunda División, l'allora divisione cadetta del campionato spagnolo di categoria, prima di lasciare il club nella finestra invernale di calciomercato.
Nel gennaio 2021 viene annunciato il suo trasferimento al Servette Chênois

## Statistiche

### Presenze e reti nei club
Statistiche (parziali) aggiornate al 25 novembre 2024.
| Stagione                | Squadra                 | Campionato              | Campionato | Campionato | Coppe nazionali | Coppe nazionali | Coppe nazionali | Coppe internazionali | Coppe internazionali | Coppe internazionali | Altre coppe | Altre coppe | Altre coppe | Totale | Totale |
| Stagione                | Squadra                 | Comp                    | Pres       | Reti       | Comp            | Pres            | Reti            | Comp                 | Pres                 | Reti                 | Comp        | Pres        | Reti        | Pres   | Reti   |
| ----------------------- | ----------------------- | ----------------------- | ---------- | ---------- | --------------- | --------------- | --------------- | -------------------- | -------------------- | -------------------- | ----------- | ----------- | ----------- | ------ | ------ |
| Gen.-giu 2021           | Servette Chênois        | WSL                     | 14         | 3          | CS              | 2               | 0               | -                    | -                    | -                    | -           | -           | -           | 16     | 3      |
| 2021-2022               | Servette Chênois        | WSL                     | 13+5       | 4+2        | CS              | 3               | 1               | UWCL                 | 9                    | 0                    | -           | -           | -           | 30     | 7      |
| 2022-2023               | Servette Chênois        | WSL                     | 18+3       | 17+4       | CS              | 3               | 2               | UWCL                 | 2                    | 0                    | -           | -           | -           | 26     | 23     |
| Totale Servette Chênois | Totale Servette Chênois | Totale Servette Chênois | 53         | 30         | -               | 8               | 3               | -                    | 11                   | 0                    | -           | -           | -           | 72     | 33     |
| 2023-2024               | Colonia                 | BL                      | 18         | 2          | CG              | -               | -               | -                    | -                    | -                    | -           | -           | -           | 18     | 2      |
| 2024-2025               | Siviglia                | PD                      | 11         | 3          | CR              | -               | -               | -                    | -                    | -                    | -           | -           | -           | 11     | 3      |
| Totale carriera         | Totale carriera         | Totale carriera         | 82         | 35         | -               | 8               | 3               | -                    | 11                   | 0                    | -           | -           | -           | 101    | 38     |

### Cronologia presenze e reti in nazionale
| Cronologia completa delle presenze e delle reti in nazionale ― Polonia | Cronologia completa delle presenze e delle reti in nazionale ― Polonia | Cronologia completa delle presenze e delle reti in nazionale ― Polonia | Cronologia completa delle presenze e delle reti in nazionale ― Polonia | Cronologia completa delle presenze e delle reti in nazionale ― Polonia | Cronologia completa delle presenze e delle reti in nazionale ― Polonia | Cronologia completa delle presenze e delle reti in nazionale ― Polonia | Cronologia completa delle presenze e delle reti in nazionale ― Polonia |
| Data                                                                   | Città                                                                  | In casa                                                                | Risultato                                                              | Ospiti                                                                 | Competizione                                                           | Reti                                                                   | Note                                                                   |
| ---------------------------------------------------------------------- | ---------------------------------------------------------------------- | ---------------------------------------------------------------------- | ---------------------------------------------------------------------- | ---------------------------------------------------------------------- | ---------------------------------------------------------------------- | ---------------------------------------------------------------------- | ---------------------------------------------------------------------- |
| 13-4-2021                                                              | Poznań                                                                 | Polonia                                                                | 2 – 4                                                                  | Svezia                                                                 | Amichevole                                                             | -                                                                      | 80’                                                                    |
| 11-6-2021                                                              | Helsinki                                                               | Finlandia                                                              | 2 – 2                                                                  | Polonia                                                                | Amichevole                                                             | -                                                                      | 84’                                                                    |
| 17-9-2021                                                              | Danzica                                                                | Polonia                                                                | 1 – 1                                                                  | Belgio                                                                 | Qual. Mondiali 2023                                                    | -                                                                      | 64’                                                                    |
| 21-9-2021                                                              | Erevan                                                                 | Armenia                                                                | 0 – 1                                                                  | Polonia                                                                | Qual. Mondiali 2023                                                    | -                                                                      | 90’                                                                    |
| 26-10-2021                                                             | Tychy                                                                  | Polonia                                                                | 2 – 0                                                                  | Albania                                                                | Qual. Mondiali 2023                                                    | -                                                                      | 63’                                                                    |
| 21-10-2021                                                             | Łódź                                                                   | Polonia                                                                | 0 – 0                                                                  | Norvegia                                                               | Qual. Mondiali 2023                                                    | -                                                                      |                                                                        |
| 25-11-2021                                                             | Pristina                                                               | Kosovo                                                                 | 1 – 2                                                                  | Polonia                                                                | Qual. Mondiali 2023                                                    | -                                                                      | 45’ 75’                                                                |
| 30-11-2021                                                             | Lovanio                                                                | Belgio                                                                 | 4 – 0                                                                  | Polonia                                                                | Qual. Mondiali 2023                                                    | -                                                                      | 61’                                                                    |
| 16-2-2022                                                              | La Manga                                                               | Irlanda                                                                | 2 – 1                                                                  | Polonia                                                                | Pinatar Cup 2022 - Quarti di finale                                    | -                                                                      | 86’                                                                    |
| 19-2-2022                                                              | La Manga                                                               | Ungheria                                                               | 2 – 1                                                                  | Polonia                                                                | Pinatar Cup 2022 - semifinale 5º-8º posto                              | -                                                                      | 65’                                                                    |
| 22-2-2022                                                              | La Manga                                                               | Slovacchia                                                             | 2 – 0                                                                  | Polonia                                                                | Pinatar Cup 2022 - finale 7º posto                                     | -                                                                      | 46’                                                                    |
| 1-9-2022                                                               | Elbasan                                                                | Albania                                                                | 1 – 2                                                                  | Polonia                                                                | Qual. Mondiali 2023                                                    | -                                                                      | 65’                                                                    |
| 6-9-2022                                                               | Lublino                                                                | Polonia                                                                | 7 – 0                                                                  | Kosovo                                                                 | Qual. Mondiali 2023                                                    | -                                                                      | 46’                                                                    |
| 9-10-2022                                                              | Sanlúcar de Barrameda                                                  | Argentina                                                              | 2 – 2                                                                  | Polonia                                                                | Amichevole                                                             | -                                                                      |                                                                        |
| 17-2-2023                                                              | Algeciras                                                              | Polonia                                                                | 0 – 0                                                                  | Svizzera                                                               | Amichevole                                                             | -                                                                      |                                                                        |
| 21-2-2023                                                              | San Pedro de Alcántara                                                 | Svizzera                                                               | 1 – 1                                                                  | Polonia                                                                | Amichevole                                                             | -                                                                      | 71’                                                                    |
| 6-4-2023                                                               | Łódź                                                                   | Polonia                                                                | 2 – 1                                                                  | Costa Rica                                                             | Amichevole                                                             | 1                                                                      | 76’                                                                    |
| 11-4-2023                                                              | Rotterdam                                                              | Paesi Bassi                                                            | 4 – 1                                                                  | Polonia                                                                | Amichevole                                                             | -                                                                      | 86’                                                                    |
| 22-9-2023                                                              | Atene                                                                  | Grecia                                                                 | 1 – 3                                                                  | Polonia                                                                | UEFA Women's Nations League 2023-2024                                  | 1                                                                      | 67’                                                                    |
| 26-9-2023                                                              | Gdynia                                                                 | Polonia                                                                | 2 – 1                                                                  | Ucraina                                                                | UEFA Women's Nations League 2023-2024                                  | -                                                                      | 69’                                                                    |
| 27-10-2023                                                             | Tychy                                                                  | Polonia                                                                | 2 – 1                                                                  | Serbia                                                                 | UEFA Women's Nations League 2023-2024                                  | -                                                                      |                                                                        |
| 31-10-2023                                                             | Stara Pazova                                                           | Serbia                                                                 | 1 – 1                                                                  | Polonia                                                                | UEFA Women's Nations League 2023-2024                                  | 1                                                                      |                                                                        |
| 5-12-2023                                                              | Sosnowiec                                                              | Polonia                                                                | 2 – 0                                                                  | Grecia                                                                 | UEFA Women's Nations League 2023-2024                                  | -                                                                      | 46’                                                                    |
| 23-2-2024                                                              | San Pedro de Alcántara                                                 | Polonia                                                                | 1 – 4                                                                  | Svizzera                                                               | Amichevole                                                             | -                                                                      | 72’                                                                    |
| 27-2-2024                                                              | San Pedro de Alcántara                                                 | Svizzera                                                               | 0 – 1                                                                  | Polonia                                                                | Amichevole                                                             | -                                                                      | 79’                                                                    |
| 5-4-2024                                                               | Kópavogur                                                              | Islanda                                                                | 3 – 0                                                                  | Polonia                                                                | Qual. Euro 2025                                                        | -                                                                      | 77’                                                                    |
| 9-4-2024                                                               | Gdynia                                                                 | Polonia                                                                | 1 – 3                                                                  | Austria                                                                | Qual. Euro 2025                                                        | -                                                                      | 73’                                                                    |
| 31-5-2024                                                              | Rostock                                                                | Germania                                                               | 4 – 1                                                                  | Polonia                                                                | Qual. Euro 2025                                                        | 1                                                                      |                                                                        |
| 4-6-2024                                                               | Gdynia                                                                 | Polonia                                                                | 1 – 3                                                                  | Germania                                                               | Qual. Euro 2025                                                        | -                                                                      |                                                                        |
| 12-7-2024                                                              | Altach                                                                 | Austria                                                                | 3 – 1                                                                  | Polonia                                                                | Qual. Euro 2025                                                        | 1                                                                      | 87’                                                                    |
| 16-7-2024                                                              | Sosnowiec                                                              | Polonia                                                                | 0 – 1                                                                  | Islanda                                                                | Qual. Euro 2025                                                        | -                                                                      |                                                                        |
| 25-10-2024                                                             | Bucarest                                                               | Romania                                                                | 1 – 2                                                                  | Polonia                                                                | Qual. Euro 2025                                                        | 1                                                                      | 90+4’                                                                  |
| 29-10-2024                                                             | Danzica                                                                | Polonia                                                                | 4 – 1                                                                  | Romania                                                                | Qual. Euro 2025                                                        | 1                                                                      | 69’                                                                    |
| 29-11-2024                                                             | Danzica                                                                | Polonia                                                                | 1 – 0                                                                  | Austria                                                                | Qual. Euro 2025                                                        | 1                                                                      | 90+1’                                                                  |
| 3-12-2024                                                              | Vienna                                                                 | Austria                                                                | 0 – 1                                                                  | Polonia                                                                | Qual. Euro 2025                                                        | -                                                                      | 85’                                                                    |
| Totale                                                                 |                                                                        | Presenze                                                               | 35                                                                     |                                                                        | Reti                                                                   | 8                                                                      |                                                                        |

## Palmarès

### Club
- Campionato svizzero: 1

Servette Chênois: 2020-2021
- Coppa Svizzera: 1

Servette Chênois: 2022-2023